# Том Флетчер
Том Флетчер (англ. Thomas Michael Fletcher, нар. 17 липня 1985, Герроу, Великий Лондон, Англія) — британський музикант, знаний як вокаліст, гітарист і засновник поп-рок гурту «McFly», а також композитор та письменник.
Одружений, має трьох дітей.

## Біографія
Том Флетчер народився в Герроу. Його батько, Бобі Флетчер, працював у Kodak і грав у місцевих гуртах. Його мати, Дебі Флетчер, була вчителькою і всіляко заохочувала та підтримувала любов сина до музики. Має молодшу сестру, Керрф Флетчер.
Навчався в театральній школі. У 10 років зіграв головну роль у виставі «Олівер!» у Лондонському театрі Palladium. Коли Тому було 14 років, батька звільнили з роботи, однак батьки зробили все можливе, щоб допомогти своїм дітям стати на ноги. Батько купив Тому акустичну гітару Ovation. Майже у той же час, коли батько втратив роботу, хлопець почав заробляти на життя музикою.
Проходив прослуховування до гурту Busted, однак мав поступитися місцем, оскільки було вирішено, що гурт складатиметься з трьох учасників, а не чотирьох, як було заявлено. Однак Флетчер протягом кількох років писав для них пісні. Там же він познайомився з Джеймсом Борном, який навчив його структурувати пісні та придумувати хороші мелодії. А також познайомився з Денні Джонсоном. Коли вони закінчили співпрацю з Busted, взялися за створення власного гурту. 2004 року їхній гурт McFly побив рекорд Beatles як наймолодша група, чий дебютний альбом стартував у музичних чартах на першому місці. Гурт названий на честь улюбленого героя Тома, Марті Макфлая з фільму «Назад у майбутнє». Том є автором більшості пісень McFly. Гурт випустив п'ять студійних альбомів і дві збірки.

## Дитячі книжки
2012 року Том Флетчер у співавторстві з Догі Пойнтером випустив свою першу дитячу книжку «Динозавр, який викакав Різдво» (The Dinosaur that Pooped Christmas). Книжка була визнана найкращою дитячою дебютною книжкою 2012 року. Було продано близько 72 тисяч примірників. 2013 року вийшла друга в серії книжка — «Динозавр, який викакав планету» (The Dinosaur that Pooped a Planet), написана також у співавторстві.
6 жовтня 2016 року вийшов його перший сольний роман — «Різдвозавр» (The Christmasaurus) про хлопчика Вільяма Трандла, який отримує під ялинку справжнього динозавра і вирушає у казкову пригоду напередодні Різдва. 2017 року вийшла музикальна версія книжки.

## Українські переклади
- Різдвозавр / Том Флетчер ; пер. з анг. М. Сахно. — Львів : Видавництво Старого Лева, 2018. — 384 с. — ISBN 978-617-679-609-1.
- Різдвозавр та зимова відьма / Том Флетчер ; пер. з англ. М. Сахно. — Львів: Видавництво Старого Лева, 2019. — 432 с. — ISBN 978-617-679-742-5.
- Різдвозавр та список нечемнюхів / Том Флетчер ; пер. з анг. М. Сахно. — Львів: Видавництво Старого Лева, 2021. — 432 с. — ISBN 978-966-679-964-0.